# اولین مارسک
اِوِلین مارسک (به انگلیسی: Evelyn Mærsk) یک کشتی است که طول آن ۳۹۶ متر (۱٬۲۹۹ فوت) می‌باشد. این کشتی در سال ۲۰۰۷ ساخته شد.